# Steinbach (Kahl)
Der Steinbach oder auch Dörnsteinbach ist ein rechter Zufluss der Kahl im Landkreis Aschaffenburg im bayerischen Spessart.

## Name
Der Name Steinbach bedeutet „Bach mit steinigem Untergrund“. Er gab den Orten Dörnsteinbach und Niedersteinbach ihre Namen.

## Geographie

### Verlauf
Der Steinbach entspringt nordöstlich von Dörnsteinbach unterhalb des Aussiedlerhofes. Er durchfließt den Ort und erreicht den sogenannten Alten Grund. Das Tal liegt zwischen dem Herrenberg und dem Kohlberg. Dort wird er über ein betoniertes Gerinne geleitet und dient als Wasserzuleitung mehrerer Weiher. Vor Niedersteinbach fließt er in ein Kanalsystem, das er in der Nähe des Haltepunktes der Bahnstrecke Kahl–Schöllkrippen wieder verlässt und in die Kahl mündet.

### Flusssystem Kahl
- Liste der Fließgewässer im Flusssystem Kahl

## Geschichte

### Mühlen
- Bachmühle

Siehe hierzu auch die Liste von Mühlen im Kahlgrund.